# Dinosauromorpha
Dinosauromorpha é um clado de arcossauros do clado Avemetatarsalia (répteis mais próximos dos pássaros do que dos crocodilianos) que inclui os dinossauros e alguns de seus parentes próximos. Foi originalmente definido para incluir os clados de Dinosauriformes e Lagerpetidae, com formulações posteriores excluindo especificamente os pterossauros do grupo.  Os pássaros são os únicos membros deste clado que sobrevivem até os dias de hoje.

## Definição
O nome "Dinosauromorpha" foi cunhado brevemente por Michael J. Benton em 1985. Foi considerado um nome alternativo para o grupo "Ornithosuchia", que foi nomeado por Jacques Gauthier para corresponder aos arcossauros mais próximos dos dinossauros do que dos crocodilianos. Embora "Ornithosuchia" tenha sido posteriormente reconhecido como um nome impróprio (uma vez que os membros deste clado são agora considerados mais próximos dos crocodilianos do que dos dinossauros), ainda era um termo mais popular do que Dinosauromorpha na década de 1980. O grupo englobado por "Ornithosuchia" de Gauthier e "Dinosauromorpha" de Benton agora recebe o nome de Avemetatarsalia.
Em 1991, Paul Sereno popularizou o grupo e o definiu como um clado baseado em nós, definido por um último ancestral comum e seus descendentes. Em sua definição, Dinosauromorpha incluiu o último ancestral comum de Lagerpeton (um membro de Lagerpetidae), Marasuchus (um possível sinônimo de Lagosuchus) Pseudolagosuchus (agora considerado um sinônimo do Lewisuchus), Dinosauria (incluindo Aves) e todos os seus descendentes. Esta definição foi destinada a corresponder a um clado incluindo dinossauros e lagerpetídeos, mas não pterossauros ou outros arcossauros.
Em 2011, Dinosauromorpha foi redefinido por Sterling Nesbitt para ser um clado baseado em ramos, definido por incluir répteis mais próximos de um grupo do que de outro. Sob esta definição, Dinosauromorpha incluiu todos os répteis mais próximos dos dinossauros (representados por Passer domesticus, o pardal), em vez de pterossauros (representados por Pterodactylus), ornitossucídeos (representados por Ornithosuchus) ou outros pseudosuchianos (representados por Crocodylus niloticus, o crocodilo do Nilo ) O estudo de Nesbitt apoiou a hipótese de que Pterosauromorpha (pterossauros e seus parentes em potencial) era o grupo irmão de Dinosauromorpha. Membros de ambos estes clados juntos formaram o grupo Ornithodira, que engloba quase todos os membros de Avemetatarsalia.

## Origem
Os primeiros membros de Dinosauromorpha apareceram no estágio Anisiano do Triássico Médio por volta de há 242 a 244 milhões de anos, separando-se de Ornithodira. As primeiras pegadas do Triássico relatadas em outubro de 2010 nas Montanhas Świętokrzyskie da Polônia podem pertencer a um dinossauromorfo. Nesse caso, a origem destes seria empurrada para o início do Olenekiano, por volta de há 249 milhões de anos. As pegadas polonesas mais antigas são de um pequeno animal quadrúpede chamado Prorotodactylus, mas as pegadas pertencentes ao ichnotáxon Sphingopus que foram encontradas nos estratos da Anisiano Inferior mostram que dinossauros bípedes moderadamente grandes apareceram por volta de 246 milhões de anos. As faixas mostram que a linhagem dos dinossauros apareceu logo após a extinção do Permiano-Triássico. Sua idade sugere que a ascensão dos dinossauros foi lenta e prolongada por grande parte do Triássico.
As formas basais incluem Saltopus, Marasuchus, o Lagosuchus talvez idêntico, o Lagerpetidae Lagerpeton do estágio Ladiniano da Argentina e Dromomeron do estágio Noriano no Arizona, Novo México e Texas (todos nos Estados Unidos), Ixalerpeton polesinensis e uma forma sem nome do Carniano (Formação Santa Maria) do Brasil, e os silesaurídeos, que incluem Silesaurus do Carnian da Polônia, Eucoelophysis do Carnian-Norian do Novo México, Lewisuchus e o talvez idêntico Pseudolagosuchus de o Ladiniano da Argentina,  Sacisaurus do Norian do Brasil, Technosaurus do Carniano do Texas, Asilisaurus do Anisiano da Tanzânia, e Diodorus do Carniano (?) para Noriano de Marrocos.

## Filogenia
Cladograma simplificado após Nesbitt (2011):

|            | †Ornithischia                                                  |
|            |                                                                |
| Saurischia | \| \| Theropoda \| \| \| \| \| \| †Sauropodomorpha \| \| \| \| |
|            | \| \| Theropoda \| \| \| \| \| \| †Sauropodomorpha \| \| \| \| |
|            | Theropoda                                                      |
|            |                                                                |
|            | †Sauropodomorpha                                               |
|            |                                                                |

|  | Theropoda        |
|  |                  |
|  | †Sauropodomorpha |
|  |                  |

|            | †Ornithischia                                                  |
|            |                                                                |
| Saurischia | \| \| Theropoda \| \| \| \| \| \| †Sauropodomorpha \| \| \| \| |
|            | \| \| Theropoda \| \| \| \| \| \| †Sauropodomorpha \| \| \| \| |
|            | Theropoda                                                      |
|            |                                                                |
|            | †Sauropodomorpha                                               |
|            |                                                                |

|  | Theropoda        |
|  |                  |
|  | †Sauropodomorpha |
|  |                  |

|            | †Ornithischia                                                  |
|            |                                                                |
| Saurischia | \| \| Theropoda \| \| \| \| \| \| †Sauropodomorpha \| \| \| \| |
|            | \| \| Theropoda \| \| \| \| \| \| †Sauropodomorpha \| \| \| \| |
|            | Theropoda                                                      |
|            |                                                                |
|            | †Sauropodomorpha                                               |
|            |                                                                |

|  | Theropoda        |
|  |                  |
|  | †Sauropodomorpha |
|  |                  |

|            | †Ornithischia                                                  |
|            |                                                                |
| Saurischia | \| \| Theropoda \| \| \| \| \| \| †Sauropodomorpha \| \| \| \| |
|            | \| \| Theropoda \| \| \| \| \| \| †Sauropodomorpha \| \| \| \| |
|            | Theropoda                                                      |
|            |                                                                |
|            | †Sauropodomorpha                                               |
|            |                                                                |

|  | Theropoda        |
|  |                  |
|  | †Sauropodomorpha |
|  |                  |

|            | †Ornithischia                                                  |
|            |                                                                |
| Saurischia | \| \| Theropoda \| \| \| \| \| \| †Sauropodomorpha \| \| \| \| |
|            | \| \| Theropoda \| \| \| \| \| \| †Sauropodomorpha \| \| \| \| |
|            | Theropoda                                                      |
|            |                                                                |
|            | †Sauropodomorpha                                               |
|            |                                                                |

|  | Theropoda        |
|  |                  |
|  | †Sauropodomorpha |
|  |                  |

|            | †Ornithischia                                                  |
|            |                                                                |
| Saurischia | \| \| Theropoda \| \| \| \| \| \| †Sauropodomorpha \| \| \| \| |
|            | \| \| Theropoda \| \| \| \| \| \| †Sauropodomorpha \| \| \| \| |
|            | Theropoda                                                      |
|            |                                                                |
|            | †Sauropodomorpha                                               |
|            |                                                                |

|  | Theropoda        |
|  |                  |
|  | †Sauropodomorpha |
|  |                  |

|            | †Ornithischia                                                  |
|            |                                                                |
| Saurischia | \| \| Theropoda \| \| \| \| \| \| †Sauropodomorpha \| \| \| \| |
|            | \| \| Theropoda \| \| \| \| \| \| †Sauropodomorpha \| \| \| \| |
|            | Theropoda                                                      |
|            |                                                                |
|            | †Sauropodomorpha                                               |
|            |                                                                |

|  | Theropoda        |
|  |                  |
|  | †Sauropodomorpha |
|  |                  |

|            | †Ornithischia                                                  |
|            |                                                                |
| Saurischia | \| \| Theropoda \| \| \| \| \| \| †Sauropodomorpha \| \| \| \| |
|            | \| \| Theropoda \| \| \| \| \| \| †Sauropodomorpha \| \| \| \| |
|            | Theropoda                                                      |
|            |                                                                |
|            | †Sauropodomorpha                                               |
|            |                                                                |

|  | Theropoda        |
|  |                  |
|  | †Sauropodomorpha |
|  |                  |

|            | †Ornithischia                                                  |
|            |                                                                |
| Saurischia | \| \| Theropoda \| \| \| \| \| \| †Sauropodomorpha \| \| \| \| |
|            | \| \| Theropoda \| \| \| \| \| \| †Sauropodomorpha \| \| \| \| |
|            | Theropoda                                                      |
|            |                                                                |
|            | †Sauropodomorpha                                               |
|            |                                                                |

|  | Theropoda        |
|  |                  |
|  | †Sauropodomorpha |
|  |                  |

|            | †Ornithischia                                                  |
|            |                                                                |
| Saurischia | \| \| Theropoda \| \| \| \| \| \| †Sauropodomorpha \| \| \| \| |
|            | \| \| Theropoda \| \| \| \| \| \| †Sauropodomorpha \| \| \| \| |
|            | Theropoda                                                      |
|            |                                                                |
|            | †Sauropodomorpha                                               |
|            |                                                                |

|  | Theropoda        |
|  |                  |
|  | †Sauropodomorpha |
|  |                  |

|            | †Ornithischia                                                  |
|            |                                                                |
| Saurischia | \| \| Theropoda \| \| \| \| \| \| †Sauropodomorpha \| \| \| \| |
|            | \| \| Theropoda \| \| \| \| \| \| †Sauropodomorpha \| \| \| \| |
|            | Theropoda                                                      |
|            |                                                                |
|            | †Sauropodomorpha                                               |
|            |                                                                |

|  | Theropoda        |
|  |                  |
|  | †Sauropodomorpha |
|  |                  |

|            | †Ornithischia                                                  |
|            |                                                                |
| Saurischia | \| \| Theropoda \| \| \| \| \| \| †Sauropodomorpha \| \| \| \| |
|            | \| \| Theropoda \| \| \| \| \| \| †Sauropodomorpha \| \| \| \| |
|            | Theropoda                                                      |
|            |                                                                |
|            | †Sauropodomorpha                                               |
|            |                                                                |

|  | Theropoda        |
|  |                  |
|  | †Sauropodomorpha |
|  |                  |

|            | †Ornithischia                                                  |
|            |                                                                |
| Saurischia | \| \| Theropoda \| \| \| \| \| \| †Sauropodomorpha \| \| \| \| |
|            | \| \| Theropoda \| \| \| \| \| \| †Sauropodomorpha \| \| \| \| |
|            | Theropoda                                                      |
|            |                                                                |
|            | †Sauropodomorpha                                               |
|            |                                                                |

|  | Theropoda        |
|  |                  |
|  | †Sauropodomorpha |
|  |                  |

|            | †Ornithischia                                                  |
|            |                                                                |
| Saurischia | \| \| Theropoda \| \| \| \| \| \| †Sauropodomorpha \| \| \| \| |
|            | \| \| Theropoda \| \| \| \| \| \| †Sauropodomorpha \| \| \| \| |
|            | Theropoda                                                      |
|            |                                                                |
|            | †Sauropodomorpha                                               |
|            |                                                                |

|  | Theropoda        |
|  |                  |
|  | †Sauropodomorpha |
|  |                  |

|            | †Ornithischia                                                  |
|            |                                                                |
| Saurischia | \| \| Theropoda \| \| \| \| \| \| †Sauropodomorpha \| \| \| \| |
|            | \| \| Theropoda \| \| \| \| \| \| †Sauropodomorpha \| \| \| \| |
|            | Theropoda                                                      |
|            |                                                                |
|            | †Sauropodomorpha                                               |
|            |                                                                |

|  | Theropoda        |
|  |                  |
|  | †Sauropodomorpha |
|  |                  |

|            | †Ornithischia                                                  |
|            |                                                                |
| Saurischia | \| \| Theropoda \| \| \| \| \| \| †Sauropodomorpha \| \| \| \| |
|            | \| \| Theropoda \| \| \| \| \| \| †Sauropodomorpha \| \| \| \| |
|            | Theropoda                                                      |
|            |                                                                |
|            | †Sauropodomorpha                                               |
|            |                                                                |

|  | Theropoda        |
|  |                  |
|  | †Sauropodomorpha |
|  |                  |